# Medon ripicola
Medon ripicola – gatunek chrząszcza z rodziny kusakowatych i podrodziny żarlinków.
Gatunek ten został opisany w 1854 roku przez Ernsta Gustava Kraatza jako Lithocharis ripicola.
Chrząszcz o ciele długości od 3,7 do 4,2 mm, ubarwiony brunatnoczerwono z brunatną głową i zazwyczaj jasnoczerwonym przedpleczem. Długość i szerokość głowy są większe niż przedplecza. Punktowanie na głowie jest bardzo gęste, gęstsze i silniejsze niż na przedpleczu, gdzie jest ono bardzo delikatne, płytkie i małe. Punktowanie odwłoka jest gęste i delikatne. Warga górna ma przednią krawędź z dwoma małymi ząbkami i niegłębokim wgłębieniem między nimi. Odnóża tylnej pary mają stopy znacznie krótsze niż golenie. Odwłok samca ma piąty sternit o tylnym brzegu z dość głębokim i łukowatym wcięciem pośrodku oraz bardzo płytkimi wycięciami po bokach, a szósty sternit z tylną krawędzią głęboko, zatokowato wciętą.
Owad znany z Portugalii, Hiszpanii, Irlandii, Wielkiej Brytanii, Francji, Belgii, Holandii, Niemiec, Danii, Szwecji, Szwajcarii, Austrii, Włoch, Polski, Czech, Słowacji, Węgier, Chorwacji, Bośni i Hercegowiny, Azorów, Madery i kontynentalnej Afryki Północnej. Zasiedla pobrzeża rzek, jeziorek i bajorek. Bytuje pod rozkładającymi się szczątkami roślin, napływkami i wśród niskiej wegetacji.